# 门罗 (犹他州)
门罗（英文：Monroe），是美国犹他州塞维尔县下属的一座城市。建市于 1863年，面积大约为3.57平方英里（9.2平方公里），海拔约为5,394英尺（1,644米）。根据2010年美国人口普查，该市有人口2,256人。